# Исаков, Георгий Семёнович
Георгий Семёнович Исаков (1919—1944) — младший сержант Рабоче-крестьянской Красной Армии, участник Великой Отечественной войны, Герой Советского Союза (1944).

## Биография
Георгий Исаков родился в 1919 году в селе Касмала (ныне — Павловский район Алтайского края), затем вместе с родителями переехал в Барнаул. В 1935 году он окончил девять классов школы, после чего проживал и работал в Барнауле бригадиром на строительстве меланжевого комбината. В июне 1942 года Исаков был призван на службу в Рабоче-крестьянскую Красную Армию. С августа 1943 года — на фронтах Великой Отечественной войны. К марту 1944 года младший сержант Георгий Исаков командовал отделением 929-го стрелкового полка 254-й стрелковой дивизии 52-й армии 2-го Украинского фронта. Отличился во время освобождения Румынии.
30 марта 1944 года в бою около деревни Кырпици (ныне — Виктория к северу от Ясс) Исаков уничтожил пулемёт противника, который мешал продвижению вперёд его роты. 7 апреля он скрытно подобрался к немецкому противотанковому орудию и уничтожил его вместе с расчётом, но при этом погиб и сам. Похоронен около населённого пункта Стынка в 15 километрах к северу от Ясс.
Указом Президиума Верховного Совета СССР от 13 сентября 1944 года младший сержант Георгий Исаков посмертно был удостоен высокого звания Героя Советского Союза.

## Память
В честь Г. С. Исакова названа крупная улица в г. Барнауле.